# Орест, Мишель
Мишель Орест-Лафонтан (фр. Michel Oreste-Lafontant; 1859—1918) — президент Гаити с мая 1913 до января 1914. 

## Биография
Родился 8 апреля 1859 года в Жакмеле, до того, как стать политиком, был адвокатом.
После смерти своего предшественника Танкреда Огюста 2 мая 1913 года, сенатор Мишель Орест был избран 4 мая Национальной ассамблеей на пост президента.
Он стал первым гражданским президентом Гаити (все остальные президенты в период 1804-1915 годах были генералами), хотя его правление было и не долгим.
Придерживался реформистской и прогерманской политики, как и его преемник Орест Замор, опирался на силы, лояльные землевладельческим элитам.
Не имея военной поддержки он не мог подавить революционные волнения охватившие страну. 27 января 1914 года был вынужден уйти в отставку и покинул страну на немецком военном корабле. Бежал сначала в Колумбию, затем остановившись во Франции. После его отставки и отъезда был сформирован Комитет общественной безопасности во главе с Эдмоном Полинисом, который просуществовал до 8 февраля 1914 года и избрания Ореста Замора, бывшего военачальника департамента Артибонит, который легко одержал победу над своими соперниками в Северном департаменте и был избран президентом.
Сам Орест умер от уремии 28 октября 1918 во время визита в Нью-Йорк.